# Naoki Mori (fodboldspiller, født 1977)
 For alternative betydninger, se Naoki Mori. (Se også artikler, som begynder med Naoki Mori)
Naoki Mori (født 21. november 1977) er en tidligere japansk fodboldspiller.
Han har spillet for flere forskellige klubber i sin karriere, herunder Cerezo Osaka og Mito HollyHock.